# Denise Murrell
Denise Murrell est une conservatrice de musée américaine, conservatrice associée pour l'art des XIXe et XXe siècles au Metropolitan Museum of Art de New York.

## Jeunesse
Murrell passe son adolescence à Gastonia, en Caroline du Nord. À l'époque, elle aspire à devenir professeur d'histoire.

## Éducation
Murrell obtient un MBA de la Harvard Business School en 1980. Elle figure alors parmi les trente étudiants noirs de sa classe et parmi les moins de dix étudiantes,. Elle suit finalement des cours d'histoire de l'art au Hunter College et obtient un master et un doctorat sur le sujet à l'université Columbia.

## Carrière

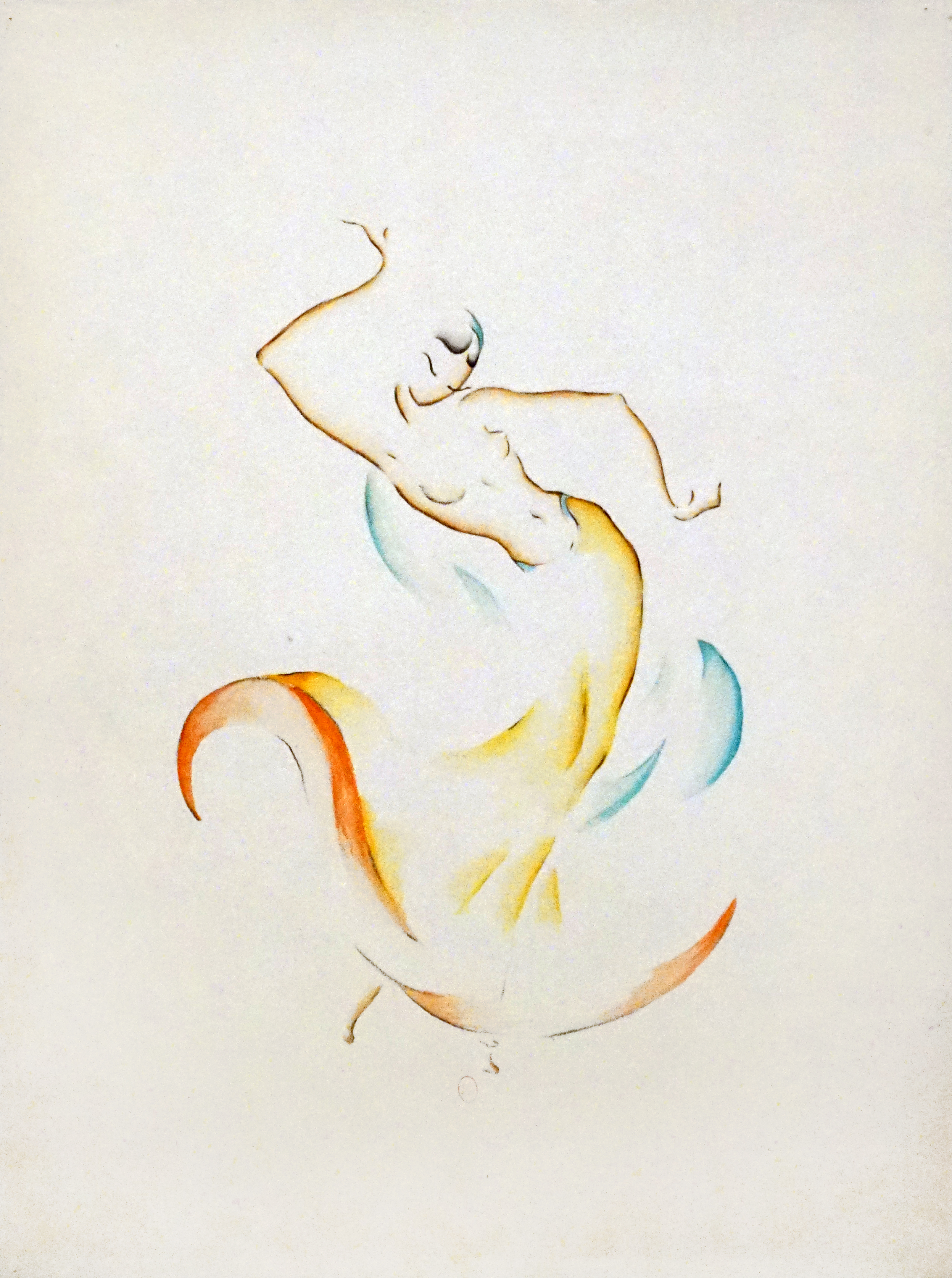
Maquette de costume pour Joséphine Baker par Tamara Kristin, exposée en 2019 au musée d'Orsay dans le cadre de Le Modèle noir, de Géricault à Matisse, inspiré du doctorat de Denise Murrell.

Murrell commence à suivre des cours d'histoire de l'art en 1999 alors qu'elle travaille dans les affaires et la finance chez Institutional Investor. Après avoir obtenu un master et un doctorat dans le domaine, elle effectue une transition vers l'histoire de l'art, mais a du mal à trouver un poste. Finalement, elle obtient un premier poste dans le domaine via l'écriture et des conférences données au Metropolitan Museum of Art de New York. Elle commence à se spécialiser dans plusieurs domaines, y compris l'art afro-américain et de la diaspora, Henri Matisse, l'École de Paris, Édouard Manet et l'impressionnisme, recevant une bourse de recherche postdoctorale de 100 000 dollars de la Fondation Ford en 2014 pour mener à bien son travail. La recherche conduit à sa première exposition, mise en scène à la Wallach Art Gallery de l'université Columbia, intitulée Posing Modernity: The Black Model from Manet and Matisse to Today, qui comprend des œuvres telles que Miss Lala au cirque Fernando d'Edgar Degas. L'exposition est ensuite présentée au musée d'Orsay à Paris sous le titre Le Modèle noir, de Géricault à Matisse.
Elle est aussi l'autrice d'un livre d'accompagnement de ces expositions, intitulé de manière identique à l'itération de Columbia.

## Publications
- (en) Posing Modernity : The Black Model from Manet and Matisse to Today, Yale University Press, 2018, 224 p. (ISBN 978-0300229066)[7].